# Шотландська кав'ярня

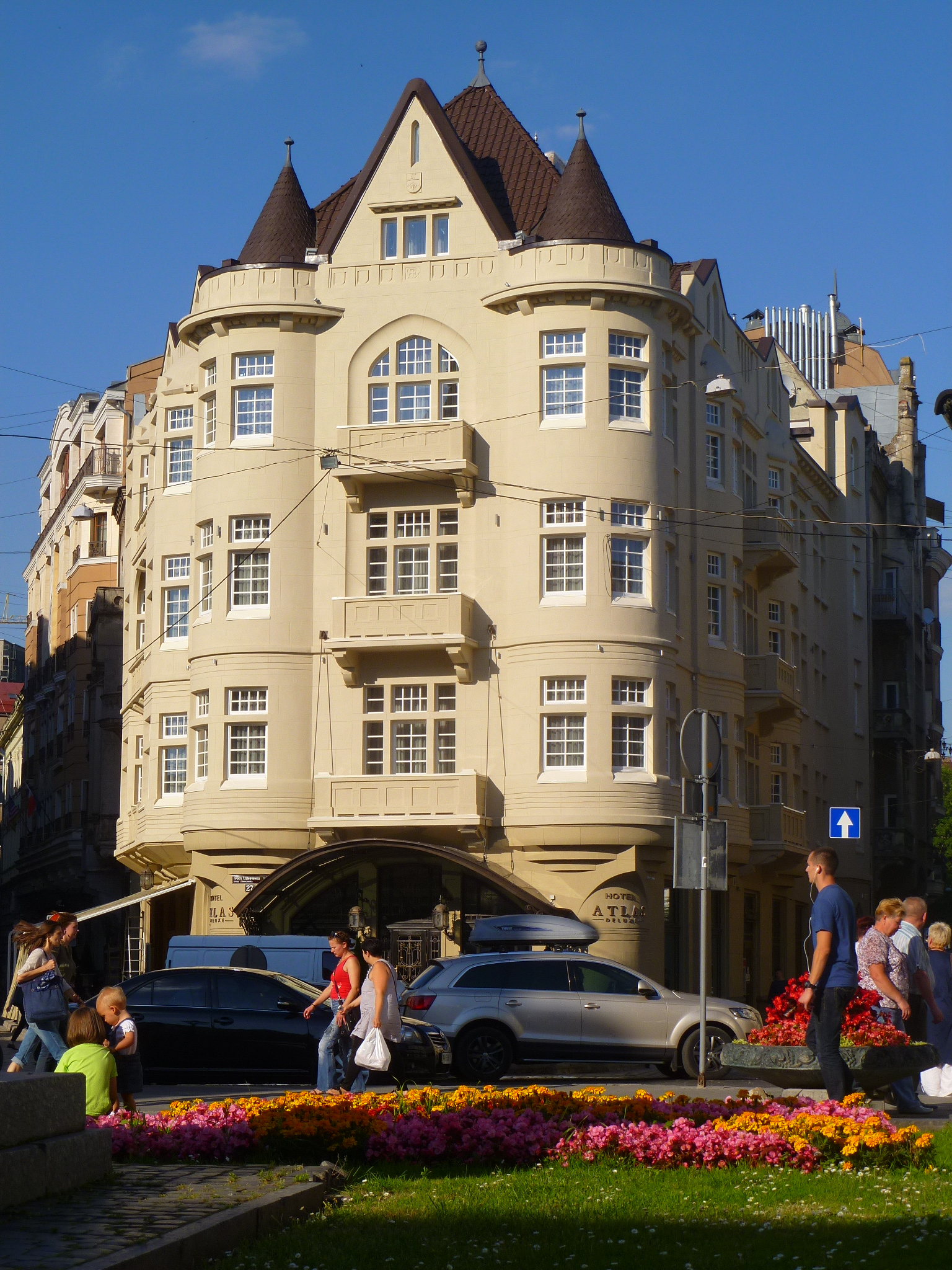
Будівля, на 1-му поверсі якої містилася «Шотландська кав'ярня» (проспект Шевченка у Львові), нині — готель «Атлас»

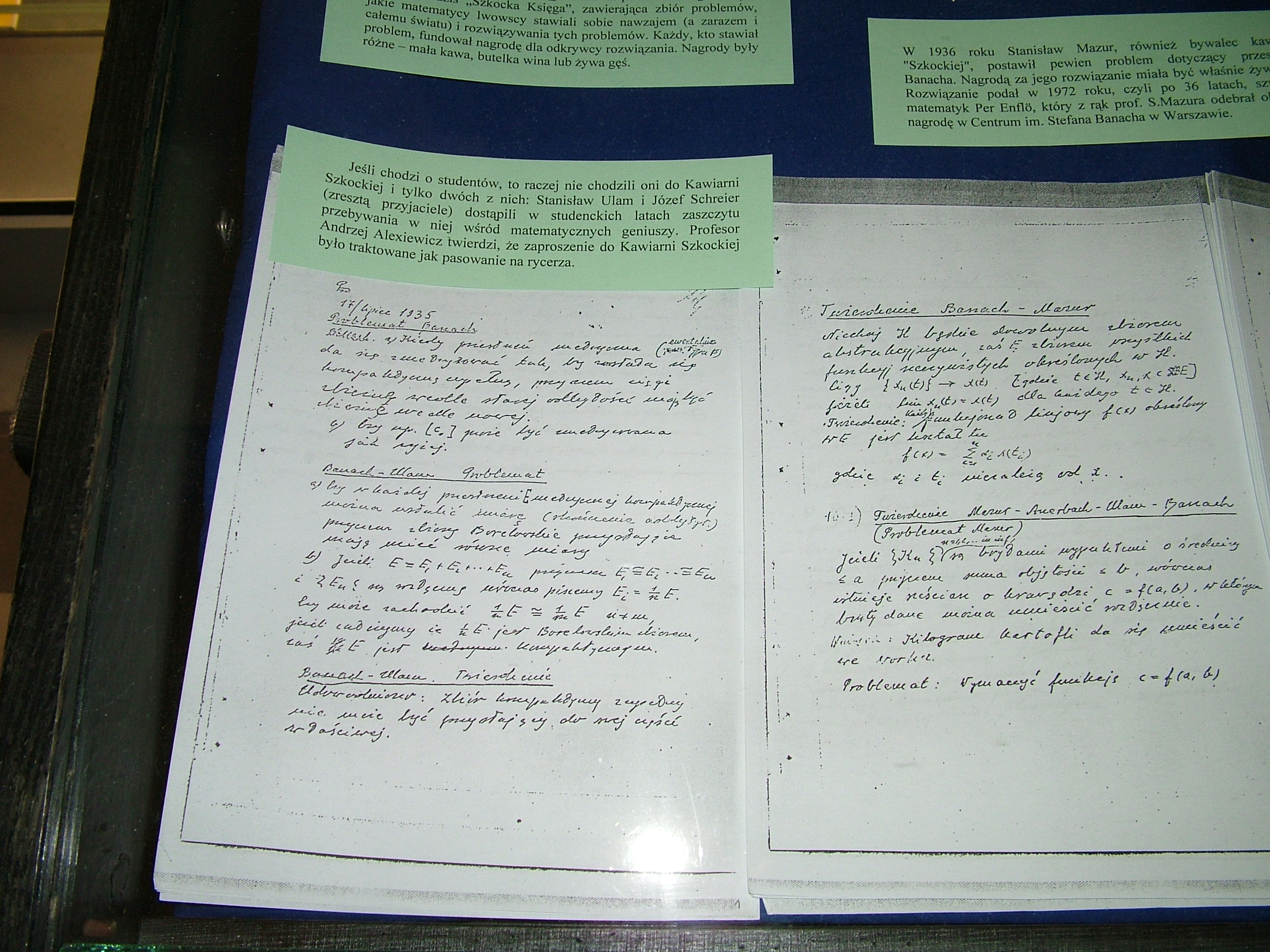
«Шотландська книга» з автографами Стефана Банаха та Станіслава Уляма

«Шотла́ндська (Шкоцька) кав'я́рня» (пол. Kawiarnia Szkocka) — кав'ярня, що існувала в центральній частині Львова, на першому поверсі будинку при колишній площі Александра Фредра, 9 (нині проспект Тараса Шевченка, 27).

## Архітектура
Будівля, в якій міститься ресторан «Шкоцька кав'ярня», споруджена за проєктом Збіґнєва Брохвіча-Левинського у 1908—1909 роках у стилі раціонального модерну, як чиншова (прибуткова) кам'яниця Еміля Векслера при тодішній площі Фредра, 9. У проєкті використано виразні риси англійської архітектури початку XX століття та стилістику середньовічних форм вежі, еркери, готичні фронтони. Сецесійними елементами є великі сегментовидні вирізи вікон першого поверху. Приміщення партеру (перший поверх) будівлі у 1909—1939 роках займала відома кав'ярня «Шкоцька», в якій збиралися видатні львівські математики. У радянські часи у приміщенні колишньої «Шотландської кав'ярні» містилося кафе, яке часто змінювало свою назву («Варенична»; «Подолянка»; «Десертний бар»), у 1999—2009 роках — відділення «Universal Bank». Після тривалої реставрації будівлі, у 2011 році, тут відкрився готель «Атлас Делюкс» і 2015 року у приміщенні партеру (1-й поверх) будинку знову відкрився ресторан під назвою «Шкоцька кав'ярня».

## Відвідувачі
Через те, що «Шотландська кав'ярня» містилася неподалік від старої будівлі Львівського університету, що розташовувався у 1851—1920 роках, в австрійський і австро-угорський періоди історії міста, на тогочасній вулиці Святого Миколая (нині — вулиця Грушевського).
Кав'ярня була місцем зустрічей людей різноманітних станів і положень: тут зустрічалися професори університету, закохані, пліткарі, самотні читачі газет, бібліофіли, більярдисти, інтелігенція, студенти.
Кав'ярня дала назву так званій «шотландській математичній школі» (нині відомішій як львівська математична школа). Львівські математики часто зустрічалися в цій кав'ярні, обговорювали свої теорії і робили записи на мармурових столиках кав'ярні, а пізніше — у так званій «Шотландській книзі», грубому зошиті, який зберігала дружина Стефана Банаха — Люція Банах і по закінченню другої світової війни перевезла книгу до Вроцлава, де на той час мешкав Гуго Штейнгауз. У Вроцлаві були створені машинописні копії книги, одна з яких у 1956 році була надіслана Станіславу Уляму.
Серед «шотландських математиків» були Стефан Банах, Станіслав Улям, Станіслав Мазур, Кароль Барсук, Герман Ауербах, Вацлав Серпінський, Казимир Куратовський та Джон фон Нейман, останній відвідував Львів двічі — у 1927 та 1938 роках, а також Гуго Штейнгауз, Владислав Орліч, Юлій Павел Шаудер, Антоній Ломницький, Марк Кац, Влодзімеж Стожек, Стефан Качмаж та Станіслав Сакс. «Шотландська книга» зберегла безліч розв'язаних і нерозв'язаних математичних задач. Останні записи в «Шотландській книзі» датуються 1941 роком, тобто часом напередодні вступу німецьких окупаційних військ до Львова.
«Шотландська кав'ярня» було місцем зустрічі не лише для математиків, але також і для всесвітньо відомих філософів, таких як Тадеуш Котарбінський, Владислав Татаркевич та Роман Інгарден.
21 травня 2021 року з нагоди 85-ї річниці створення всесвітньовідомої «Шотландської книги» та відзначення внеску Львівської математичної школи у розвиток світової математики, Львівське математичне товариство відкрило інформаційну таблицю на фасаді будинку «Шотландської кав'ярні».